# Aartsbisdom Palembang
Het aartsbisdom Palembang (Latijn: Archidioecesis Palembangensis) is een rooms-katholiek aartsbisdom met als zetel Palembang, hoofdstad van de provincie Zuid-Sumatra, in Indonesië. De aartsbisschop van Palembang is metropoliet van de kerkprovincie Palembang, waartoe ook de suffragane bisdommen Pangkalpinang en Tanjungkarang behoren.

## Geschiedenis
Het aartsbisdom werd opgericht op 27 december 1923, als de apostolische prefectuur Benkoelen, uit delen van de apostolische prefectuur Sumatra. Op 13 juni 1939 werd het verheven tot apostolisch vicariaat met de naam apostolisch vicariaat Palembang. Op 3 januari 1961 werd het verheven tot bisdom en was suffragaan aan het aartsbisdom Medan. Op 1 juli 2003 werd het verheven tot metropolitaan aartsbisdom. 
Op 19 juni 1952 verloor het gebied bij de oprichting van de apostolische prefecturen Padang en Tandjung-Karang. Alle prefecten, vicarissen, bisschoppen en aartsbisschoppen tot 2021 waren lid van de Priestercongregatie van het Heilig Hart van Jezus (S.C.I.).

## Parochies
Het aartsbisdom had in 2021 een oppervlakte van 188.570 km2 en telde 14.717.600 inwoners waarvan 0,5% rooms-katholiek was.

## Ordinarii

### Apostolische prefecten
- Henricus Leo Smeets (28 mei 1924 - 1926)
- Henricus Norbertus van Oort (19 januari 1927 - 1934)

### Bisschoppen
- Henri Martin Mekkelholt (prefect: 19 januari 1934, apostolisch vicaris: 13 juni 1939, bisschop: 3 januari 1961 - 5 april 1963)
- Joseph Hubertus Soudant (5 april 1963 - 20 mei 1997; coadjutor sinds 3 januari 1961)

### Aartsbisschoppen
- Aloysius Sudarso (bisschop: 20 mei 1997, aartsbisschop: 1 juli 2003 - 3 juli 2021; hulpbisschop sinds 17 november 1993)
- Yohanes Harun Yuwono (3 juli 2021 - heden)

## Galerij van afbeeldingen

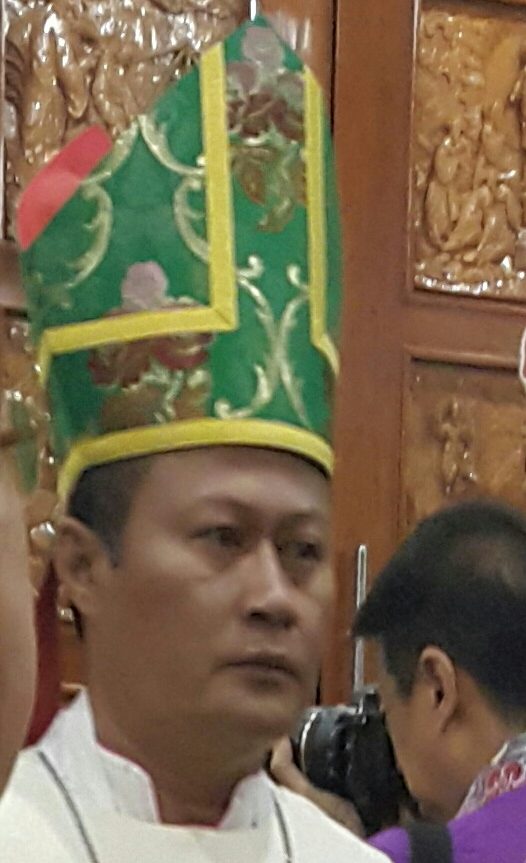
Aartsbisschop Yohanes Harun Yuwono (2021-heden)
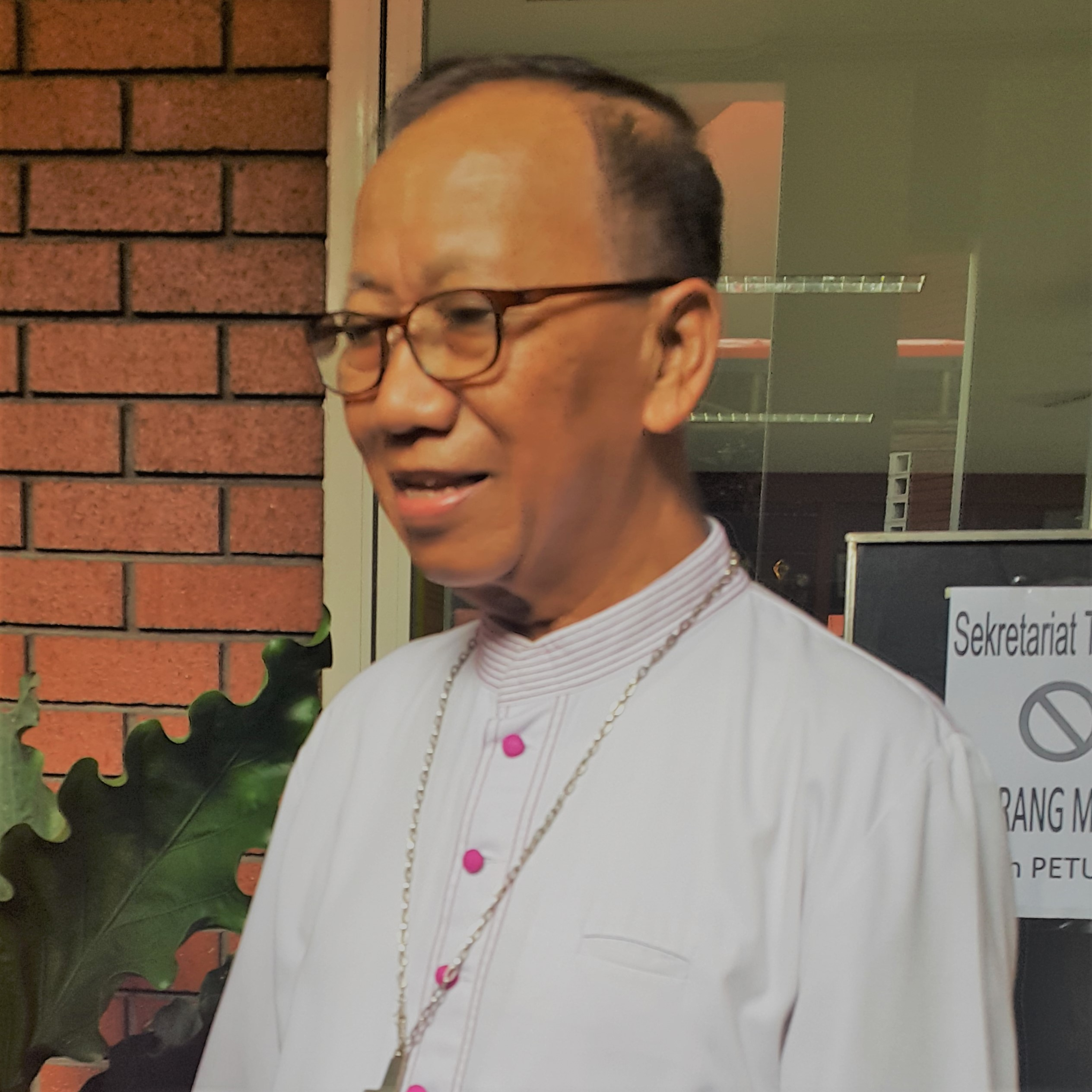
Aartsbisschop Aloysius Sudarso (1997-2021)
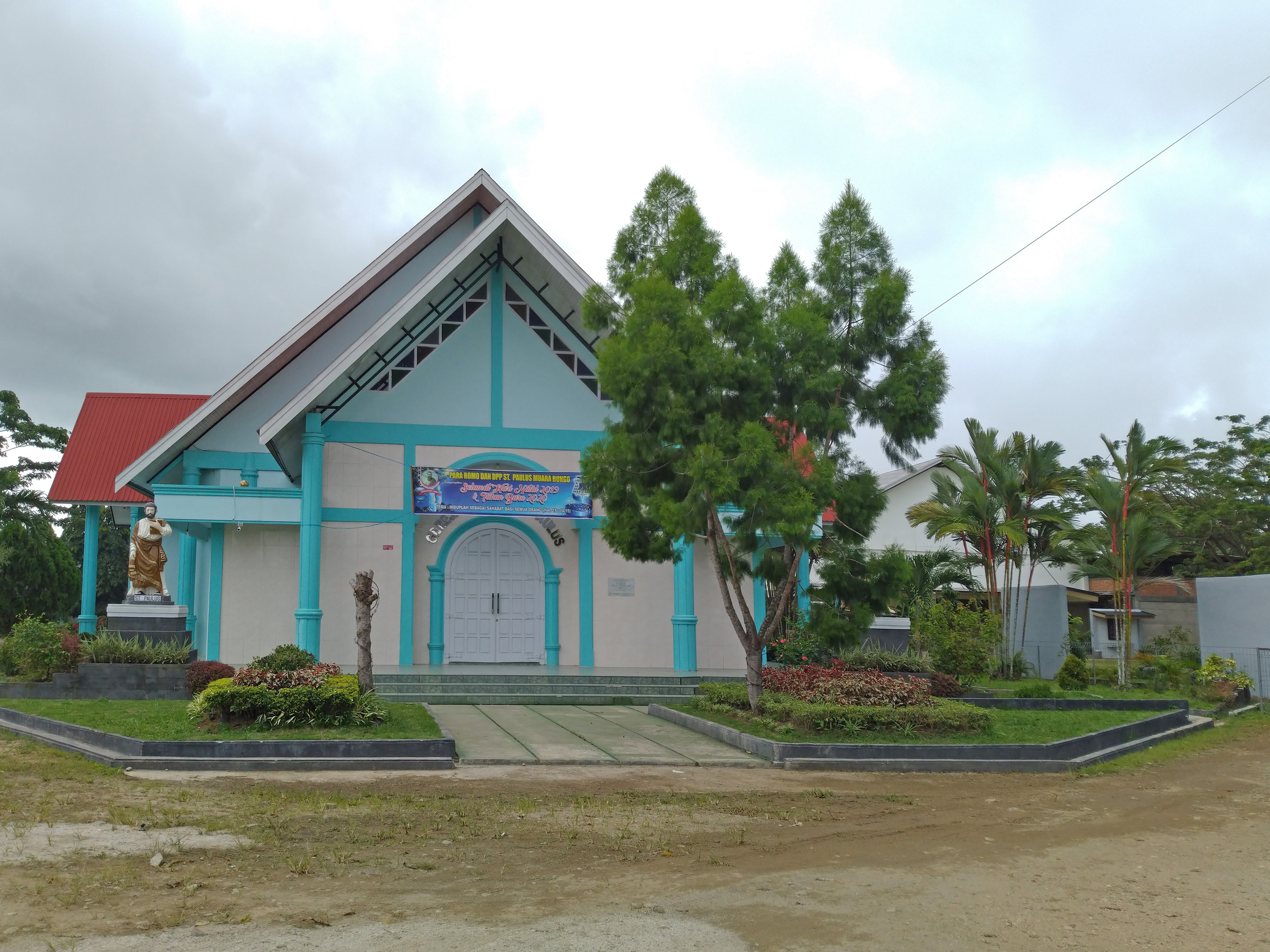
Sint Pauluskerk in Bungo
Kerkprovincie met aartsbisdom en suffragane bisdommen

Palembang (aartsbisdom) · Pangkalpinang · Tanjungkarang